# Svjetski savez crkava
Svjetski savez crkava ili Ekumensko vijeće crkava svjetsko je međucrkveno vijeće utemeljeno 1948. godine u Amsterdamu. Krovna je ustanova za sve ekumenske pokrete, akcije i inicijative. Članovi Ekumenskog vijeća crkava su Anglikanska zajednica, Asirska Crkva Istoka, Pravoslavna crkva, Starokatolička crkva i gotovo sve protestantske sljedbe, uključujući luterane, kalviniste, metodiste, Moravsku crkvu i Svjetsku zajednicu reformiranih crkava kao i pojedine Evangeličke crkve (poput baptista).
Sjedište saveza nalazi se u Ekumenskom centru u Ženevi, a zajednica ima brojne ispostave u svijetu. Savez okuplja ukupno 349 različitih, što međunarodnih, što nacionalnih ili područnih crkava, i oko 590 milijuna vjernika iz 150 država svijeta. Iako Katolička Crkva nije članica, njezin Savjet za ekumenizam usko surađuje s Ekumenskim vijećem te ima pravo slati svoje promatrače na zasjedanja saveza.
Akreditiran je pri UN-u kao nedržavna institucija.
Svjetski savez crkava koordinira Molitvenu osminu za jedinstvo kršćana.

## Vanjske poveznice
- Službene internetske stranice  Arhivirana inačica izvorne stranice od 16. veljače 2017. (Wayback Machine) (engl.)